# Костел Небовзяття Пресвятої Діви Марії (Копичинці)
Костел Небовзяття Пресвятої Діви Марії в Копичинцях, або костел Внебовзяття Пресвятої Діви Марії в Копичинцях — культова споруда, римсько-католицький храм у місті Копичинцях Копичинецької громади Чортківського району Тернопільської области України.

## Історія
16 серпня 1443 року коштом місцевого власника Якова та його матері Евфемії засновано парафію та споруджено перший дерев'яний костел під титулом Небовзяття Пресвятої Діви Марії, свв. Симона, Станіслава, Климентія мч., Катерини, Миколая і Леонарда Діви Марії. У XVI—XVII століттях храм кілька разів відбудовували після знищень, а з 1666 року на його місці стояв лише Хрест. У 1699—1705 роках збудовано новий дерев'яний костел коштом С. Баворовського.
Нинішній мурований храм у Копичинцях постав у період 15 квітня 1763—1803 рр. за кошти родини Калиновських (будівництво затягнулося через проблеми з фінансуванням та судові позови). У 1824 року костел освятили (консекрували) під титулом Небовзяття Пресвятої Діви Марії, а в 1824—1830 рр. збудували парафіяльний будинок. У 1900, 1910 та 1925 роках відбулися ремонтні роботи у святині.
У 1945—1990 рр. у закритому храмі був цех з виробництва соку та вина. 1 листопада 1991 року повернений костел освятив архієпископ Мар'ян Яворський. Протягом 1991—1994 років тривало відновлення святині. Парафію обслуговують дієцезіальні священники.